# Labullinyphia tersa
Labullinyphia tersa är en spindelart som först beskrevs av Simon 1894.  Labullinyphia tersa ingår i släktet Labullinyphia och familjen täckvävarspindlar.
Artens utbredningsområde är Sri Lanka. Inga underarter finns listade i Catalogue of Life.